# Orde redemptor
Un orde redemptor és un institut de perfecció catòlic, sobretot ordes mendicants, els membres del qual tenen com a missió i carisma l'alliberament i rescat (la redempció) de cristians captius. Històricament, es van fundar a l'edat mitjana per alliberar captius cristians en mans d'infidels: presoners dels musulmans durant les Croades o arran de guerres, incursions o pirateria. Els frares reunien diners, demanant almoina, per dedicar-los a pagar el rescat demanat o, en molts casos, s'oferien per bescanviar-se pels presoners: es deixava lliure el presoner, i el frare ocupava el seu lloc a la presó, fins que n'era alliberat o hi moria, essent això assumit com un martiri.
Des del segle xix quan el primitiu objectiu va perdre part del sentit, aquests ordes es dediquen a l'assistència espiritual i material dels presoners per qualsevol raó, malalts en hospitals o "captius" d'addiccions (treball social amb drogoaddictes, ludòpates, etc.), marginats socials i grups desafavorits, treballant en aquests casos per alliberar-los d'aquest nou tipus de presó que impedeixen de desenvolupar la seva vida.
Els principals ordes redemptors han estat: l'Orde de la Santíssima Trinitat, fundat en 1194 per Sant Joan de Mata per a l'alliberament dels captius dels musulmans; i l'Orde de la Mercè, fundat en 1218 per Sant Pere Nolasc i Ramon de Penyafort amb el mateix objectiu. També incorporaren aquest objectiu alguns ordes militars com els Cavallers de Sant Tomàs, l'Orde del Sant Sepulcre o l'Orde del Sant Redemptor i el de Monfragüe.